# كريمة إنجليزية

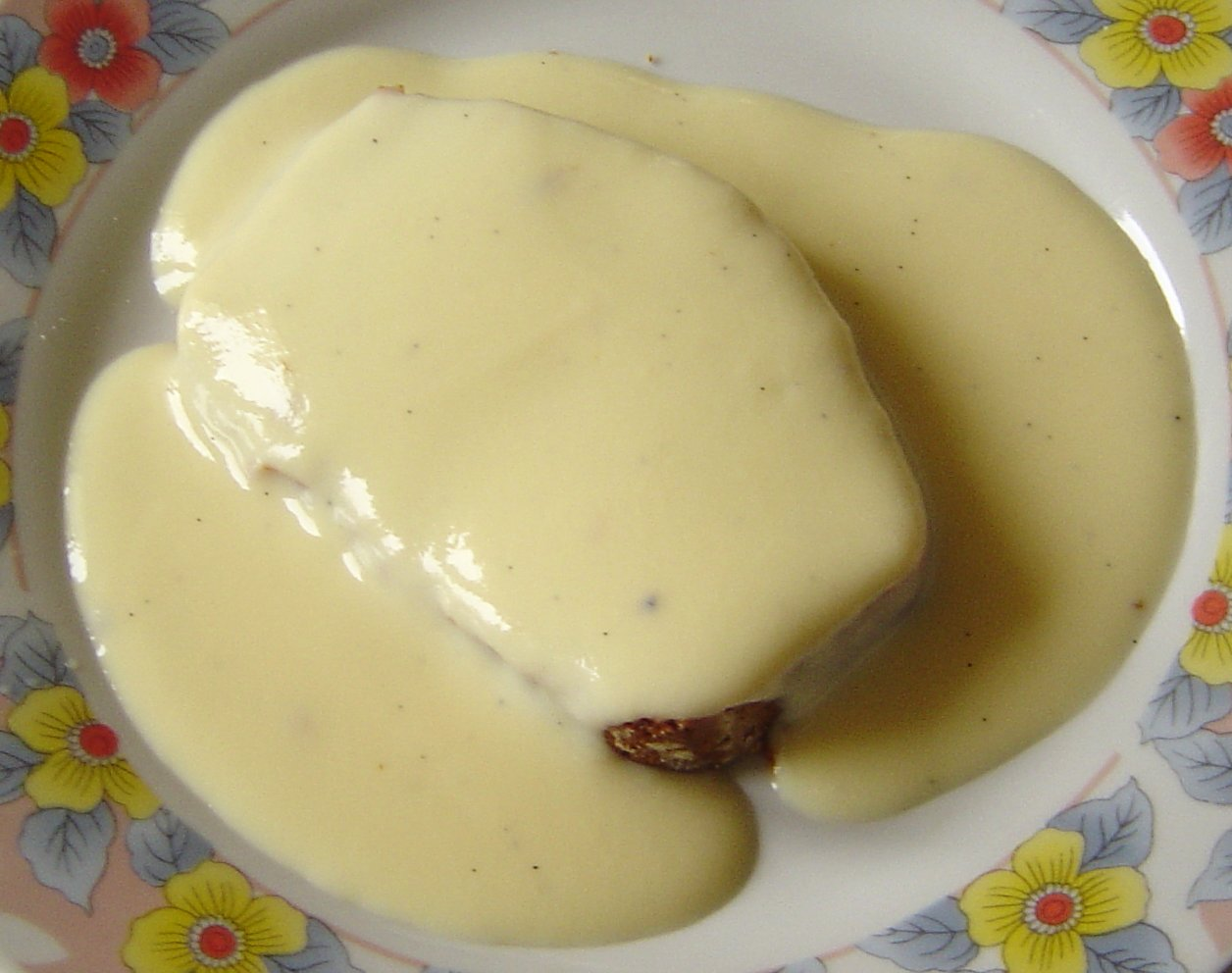
الكريمة الإنجليزية على شريحة من خبز التوابل.

الكريمة الإنجليزية (بالإنجليزية: English cream) (بالفرنسية: Crème anglaise) هي عبارة عن كاسترد صب خفيفة تستخدم كصلصة أو كريمة حلويات. وهي مزيج من السكر، وصفار البيض، والحليب الساخن، وغالباً ما تضاف إليها نكهة الفانيليا. وقد تكون استمدت تسميتها بسبب انتشار الكاسترد الحلو في الحلويات الإنجليزية.
تحضر الكريمة الإنجليزية عن طريق خفق صفار البيض والسكر معاً حتى يصبح الصفار أبيض تقريباً، بعدها يضاف الحليب الساخن ببطئ، أثناء الخفق. يشار إلى هذه العملية عادةً باسم «التعديل الحراري» (Tempering). ويمكن إضافة بذور الفانيلا للحصول على نكهة ومظهر إضافيين. ثم يتم طهي الصلصة على درجة حرارة واطئة (درجة الحرارة الزائدة قد تؤدي إلى طهي الصفار، مما يؤدي إلى الحصول على بيض مخفوق) وتحرك باستمرار باستخدام ملعقة حتى تصبح سميكة بما يكفي لتغطية الجزء الخلفي من الملعقة، بعدها ترفع من النار. ومن الممكن أيضاً وضع الصلصة في أكواب الكاسترد وخبزها في حمام مائي إلى أن تتماسك. إذا وصلت للصلصة درجة حرارة عالية جداً، فإنها سوف تتخثر، على الرغم من إنه يمكن إنقاذها عن طريق وضعها في حمام ثلجي. يجب أن تكون درجة حرارة الطهي بين 70 درجة مئوية (156 درجة فهرنهايت) و85 درجة مئوية (185 درجة فهرنهايت).
يمكن سكب الصلصة الإنجليزية على الكيك أو الفواكه. وبدلاً من ذلك يمكن أن تؤكل كحلوى من تلقاء نفسها، مثل حلوى الجزيرة العائمة (Île flottante): حيث يتم سكب الكريما في الطبق مع قطعة من الميرانغ (blancs en neige) تعوم على الكريما جنباً إلى جنب مع قطع من البرالين. كما أنها تستخدم أيضاً كأساس لبعض الحلويات مثل المثلجات والكريم بروليه. للكريمة الإنجليزية طعم معتدل ولكنها غنية في نفس الوقت، ولها نكهة فانيلا بارز. مع ذلك، عند استخدامها كأساس للمثلجات فإنها تكون أكثر سماكة بكثير ولها نكهات مختلفة غير الفانيلا. الأمريكان الأميش يدعون الصلصة الإنجليزية بـ«صلصة السكب». في جنوب الولايات المتحدة تعرف باسم «الكاسترد المسلوق»، والتي يمكن أن تقدم مثل شراب البيض خلال موسم عيد الميلاد.
من بين الأسماء الأخرى هو المصطلح الفرنسي "crème à l'anglaise" والذي معناه (كريم على الطراز الإنجليزي) ومصطلح "crème française" والذي معناه (الكريما الفرنسية).

## وصلات خارجية
- صنع الكريمة الإنجليزة - فيديو عن كيفية صنع الكريمة الإنجليزية.
- الكريمة الإنجليزية بالهيل نسخة محفوظة 11 فبراير 2009 على موقع واي باك مشين. - وصفة.